# Sloanea granulosa
Sloanea granulosa là một loài thực vật có hoa trong họ Côm. Loài này được Ducke miêu tả khoa học đầu tiên năm 1950.